# Оліфа

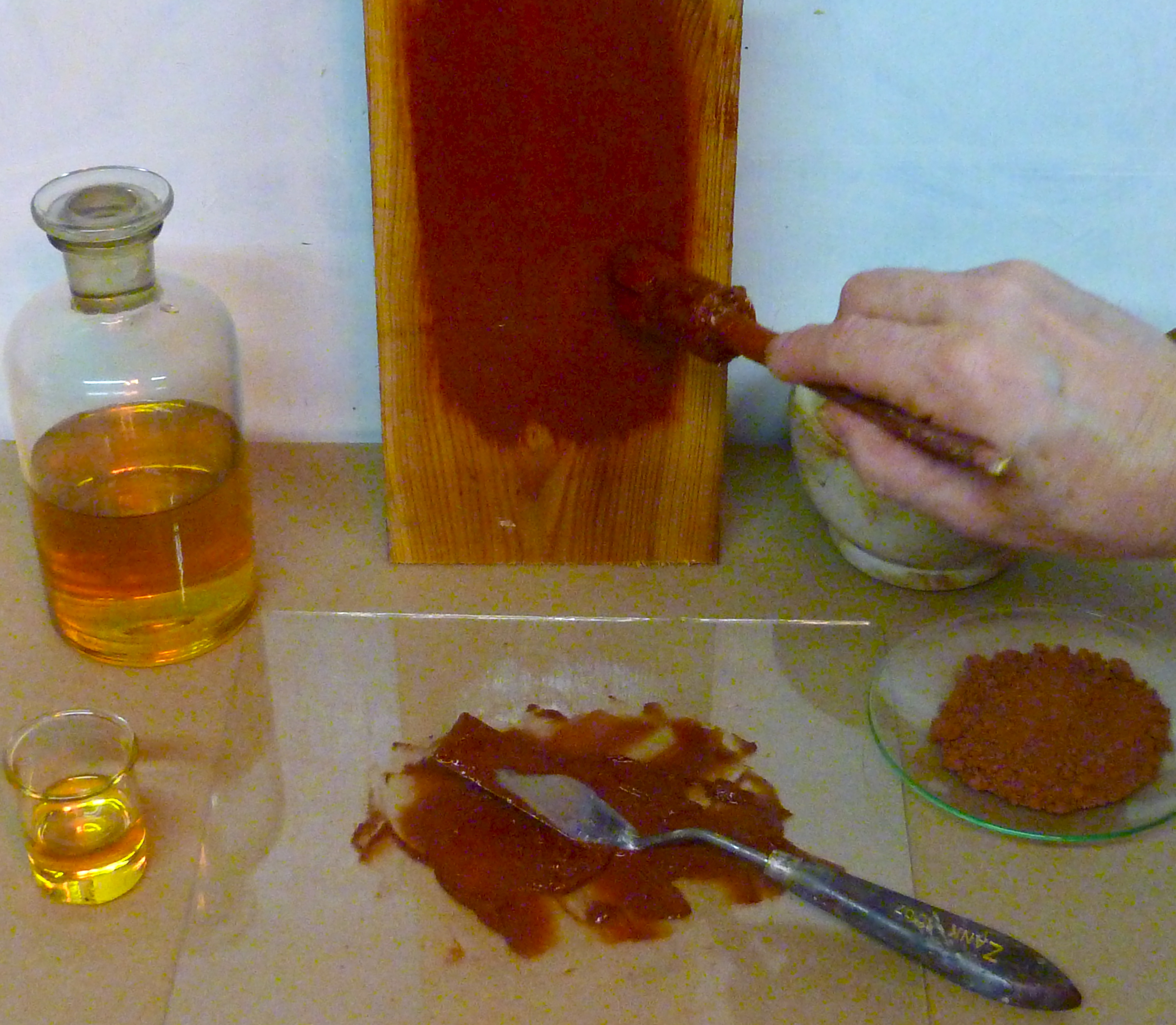
Оліфа виготовлена традиційним способом з кип'яченої лляної олії холодного віджиму. Фарба з такою оліфою в складі висихає приблизно дві доби при нормальній кімнатній температурі.

Олі́фи — прозорі олійні рідини, продукти термічної або хімічної переробки рослинних олій або алкідних смол з домішкою сикативів та інших речовин. Стара назва оліфи — варена олія.

## Історія
Варена олія (олія, що пройшла термічну обробку) відома давно. Ще у Стародавньому Єгипті використовувалась варена олія для приготування ліків, запашних речовин, косметики. Практично так само використовували варену олію і в Стародавньому Римі.
Натуральна оліфа досить дорога. Її використовували для покриття дерев'яних меблів, для покращення шліфованої чи різьбленої дерев'яної поверхні, як засіб фарбування з додачею натуральних пігментів чи без них. На основі оліфи готують олійні фарби для художників (олійний живопис).
В ХІХ столітті віднайдені інші речовини, що попереджали пошкодження дерев'яних поверхонь та виробів з дерева від вологи чи шкідників. Використання оліфи зменшилося, але від її виробництва не відмовилися. Почалися роботи з пошуку її замінників або засобів, що робили б її виробництво більш дешевим.

## Властивості оліфи
Деякі рослинні олії, що залишаються на відкритому повітрі, внаслідок дії сонячного світла, тепла та кисню, згущуються, темніють, а в тонкому шарі — створюють плівки. Було помічено, що не всі органічні олії мають такі властивості. Розвиток хімії та дослідження хімічного складу рідин довели, що згущуватися та створювати тонкі плівки здатні лише ті органічні олії, до складу яких входить ліноленова кислота. Якщо її вміст незначний, подібні органічні олії — не сохнуть (наприклад, оливкова).
Вміст ліноленової кислоти:
- лляна олія — до 80%
- олія з конопляного насіння — до 70%

Горіхова (з волоських горіхів), соняшникова, макова олії мають від 50 до 30% ліноленової кислоти, тому сохнуть досить повільно і тривалий час. Всі ці олії (до термообробки) мають вміст речовин, що уповільнюють висихання. Але вони руйнуються під час термообробки і олія швидше густіє і здатна швидко сохнути з утворенням плівки. Здатність швидше сохнути органічні олії отримують і після додавання солей металів (сіккативи) та термічної обробки. Отримані таким шляхом рідини і називають оліфами.
Більшість сучасних оліф здатні висихати і утворювати плівки за 24 години (від шести до 24 годин).
Стародавні рецепти оліф дозволяли використовувати для їх[що?] виробництва бурштину або смоли. За сучасними уявленнями їх відносять до лаку.

## Класифікація
Оліфи розподіляють на три великі групи: олійні, алкідні і синтетичні.
Олійні оліфи є натуральні, напівнатуральні та синтетичні.
Натуральна оліфа. В її складі — натуральна олія до 97% — лляна, соняшникова, соєва та ін.
Олія фільтрується і в час термообробки може проходити повітряно-кисневу продувку або ні. Оліфа після повітряно-кисневої продувки отримала назву — оксидована, без неї — полімерізована. Отримана таким чином оліфа втратила прозорість, загусла та набула темного забарвлення. Як сикативи використовують солі кобальту, свинцю, стронцію, заліза, літію. Але їх вміст — невеликий (до 3%).

### Оліфа оксоль
- Оксоль має вміст натуральної олії до 55%, інші складові — розчинник та сіккатив. Як розчинник використовують вайт-спірит — до 40%,  5% — це сикатив.

Оксоль має неприємний запах, що може утримуватись деякий час навіть після висихання. Найякіснішою визнають оліфу оксоль, виготовлену з лляної олії, оксоль з соняшникової олії має гірші властивості у порівнянні з лляною оліфою. Оксоль використовують як у інтер'єрах, так і на фасадах споруд, для покриття садових меблів.

### Комбіновані оліфи
Це розчин в вайт-спіриті суміші оксидованих олій із зневодненими оліями та сикативом. До комбінованих оліф належить оліфа К-СКДП, яка є продуктом модифікації соняшникової оліфи низькомолекулярним каучуком СКДП; оліфа нафтополімерна — 55% розчин вуглецеводневої смоли в уайт-спіриті.

### Алкідні оліфи
Алкідні оліфи одержують обробкою рослинних олій. За типом алкідної смоли розрізняють оліфи -
- гліфталеву
- ксифталеву
- пентафталеву (виготовляється на основі соняшникової, соєвої та рижієвої олій; ПФ-К — з використанням рицинової та тунгової олій).

### Синтетичні оліфи
Синтетичні оліфи — це розчини сланцевого масла, солей нафтенових кислот і деяких смол в органічних розчинниках. До цих оліф належать: сланцева, синтолова, етиноль, полідієнова тощо. З них лише сланцева дає атмосферостійку плівку, тому рекомендується для зовнішніх робіт. Для внутрішнього фарбування вона не використовується, бо має різкий запах. Оліфа етиноль утворює блискучу тверду плівку, стійку проти дії лугів, кислот, води, але вона не атмосферостійка. Застосовують її для антикорозійної ґрунтовки та як добавку до інших оліф (не більше 15%).
Синтетичні оліфи радянського виробництва довго сохли, погано утримувались на поверхні, а з часом тріскалися та осипалися. Синтетичні оліфи — найотруйніші за якостями. Існує заборона на їх використання в житлових приміщеннях. Їх використовують тільки для зовнішніх робіт, з обмеженнями — в помешканнях тимчасового перебування дорослих, але з доброю вентиляцією.
В помешканнях для дітей, літніх осіб та підлітків їх бажано не використовувати взагалі.